# Broadways melodi
Broadways melodi (originaltitel: The Broadway Melody er en amerikansk filmmusical fra 1929 og den første tonefilm, der vandt en oscar for bedste film. En sekvens i filmen var i technicolor, denne er imidlertid gået tabt. Filmen var den første musical produceret af MGM og den første tonefilmmusical i Hollywood.
Filmen blev skrevet af Norman Houston og James Gleason efter en historie af Edmund Goulding, og instrueret af Harry Beaumont.

## Handling
Filmen handler om to søstre, Hank og Queenie, der er kommet til New York for at få deres gennembrud på Broadway. Hank er forlovet med Sangeren og danseren Eddie, der vil have søstrene med i Frank Zanfield's nye revy. Da han ser Queenie for første gang siden hun var en lille pige, bliver han forelsket i hende. Zanfield vil ikke have søstrene med i revyen, men da en pige falder ned fra en rekvisit, bliver Queenie kaldt ind som afløser i nummeret, hvor hun spiller overfor playboyen Jaques "Jock" Warriner, som straks begynder at lægge an på hende. Queenie begynder at bruge meget tid sammen med Jock, noget som Hank og Eddie ikke bryder sig om. De forbyder Queenie at se Jock igen, hvilket resultere i, at Quennie trækker sig væk fra sin søster. Queenie er kun sammen med Jock for at bekæmpe sine voksende følelser for Eddie. Eddie og Queenie afslører dog endelig sine følelser for hinanden, men Queenie vil ikke sårer sin søster, og løber derfor tilbage til Jock. Hank, der har set dem snakke, finder endelig ud af, at de er forelskede. Hun skælder Eddie ud for at have ladet Queenie løbe væk, og beder ham om at løber efter hende. Hun siger hun aldrig har elsket ham, men kun været sammen med ham for at fremme sin karriere. Da Eddie er gået bryder hun ud i en blanding af gråd og hysterisk latter. 
Eddie når frem til Queenie lige i det øjeblik Jock prøver at forgribe sig på hende. Eddie slår Jock i gulvet, og Queenie løber over i favnen på ham og de forlader Jock sammen. Eddie og Queenie bliver gift, og Queenie forlader sin karriere som revydanser, for at slå sig ned på Long Island. Hun beder Hank om at flytte ind sammen med dem.

## Produktion
Der blev også udgivet en stumfilmsversion, da mange biografteatre ikke havde lydudstyr. Filmen havde en musikalsk sekvens for "The wedding of the painted doll der var i technicolor. Farvefilm blev hurtigt en del af musicalgenren, og flere film blev udgivet i 1929 og 1930 som enten havde en sekvens i farver eller var helt i farver. Farvesekvensen gik desværre tabt, og findes i dag kun i sort og hvid.

## Musicalnumre
Musikken blev komponeret af Nacio Herb Brown og teksten blev skrevet af Arthur Freed.
- "Broadway melody"
- "Love boat"
- "You were meant for me"
- "Wedding of the painted doll"
- "Boy friend"
- "Truthful Deacon Brown" (Musik og tekst af Willard Robinson)
- "Lovely lady"

## Priser og nomineringer
Oscar:
- Bedste film (1928/29, vinder)
- Bedste kvindelige hovedrolle (Bessie Love, nomineret)
- Bedste instruktør (Harry Beaumont, nomineret)

## Ekstern henvisning
- The Broadway Melody på Internet Movie Database (engelsk)
- The Broadway Melody på Scope
- The Broadway Melody i Svensk Filmdatabas (svensk)
- The Broadway Melody på AlloCiné (fransk)
- The Broadway Melody på MovieMeter (nederlandsk)
- The Broadway Melody på AllMovie (engelsk)
- The Broadway Melody hos American Film Institute (engelsk)
- The Broadway Melody på Turner Classic Movies (engelsk)
- The Broadway Melody på The Movie Database (engelsk)
- The Broadway Melody på Rotten Tomatoes (engelsk)